# Guaymango
Guaymango es un distrito del municipio de Ahuachapán sur del departamento de Ahuachapán en El Salvador. Tiene una población de 21 607 habitantes según el censo salvadoreño de 2024.
| Censo | Población | Cambio | Porcentaje |
| ----- | --------- | ------ | ---------- |
| 2007  | 19 037    | N/D    | N/D        |
| 2024  | 21 607    | 2 570  | 13.5%      |

## Historia
La población de Guaymango o Guaytenango (Guaynango) significa en náhuat Valle de Sapos. Animal sagrado entre los antiguos toltecas del anáhuac.
El municipio fue fundado el 15 de enero de 1543, durante la colonia formó parte de la provincia de los Izalcos o Alcaldía mayor de Sonsonate. En la época de la colonia en 1550, Guaymango poseía 250 habitantes.
Según una vieja tradición lugareña el primitivo asiento de Guaymango fue el paraje denominado en la actualidad Morro Grande en donde aún se encuentran los cimientos de la iglesia y campanario construidos por los españoles en los albores del coloniaje, a la par de objetos de piedra y de cerámica de confección Arcaica o Indígena.
Este paraje de Morro Grande, agrega la Tradición Vernácula, fue abandonado a principios del siglo XVIII, pues los pobladores huyeron acosados por una formidable plaga de vampiros chupadores de sangre humana.
Este pueblo según documentos poseía grandes terrenos según consta de sus títulos que existen en archivos antiguos, en muchos puntos se tocan vestigios de este pueblo uno de ellos es que fueron extinguidos a causa de una plaga de murciélagos que los invadió como a principios del siglo pasado según asegura la tradición pues en el paraje Morro Grande nuestros padres vieron una campana suspendida de su campanario, la que a la fecha cubre un Mata Palo, el cual se ignora por ahora donde se haya, pues solo se ven hoy muchos cimientos de piedra. También se encuentran ídolos de la misma especie en que idolatraban los antiguos.

### Pos-independencia
Al emitirse la primera Carta Magna Salvadoreña el 12 de junio de 1824, el pueblo de Guaymango quedó incluido en el área geográfica del departamento de Sonsonate. Por ley el 4 de julio de 1832 quedó incorporado este pueblo en el distrito judicial de Ahuachapán.
En el informe del 6 de septiembre de 1854 el gobernador Tomás Medina, notó: "Se han compuesto los caminos, según lo ha informado el Alcalde."
En el informe del 12 de octubre, el gobernador Tomás Medina, notó: "Se repararon los caminos que les corresponde y no han emprendido ninguna obra material por la carencia de fondos."
Por ley el 29 de enero de 1859, el municipio de Guaymango se segregó en lo administrativo del distrito y departamento de Sonsonate y se agregó al distrito de Ahuachapán, en el departamento de Santa Ana.
El alcalde electo para el año de 1863 era el señor don.
De acuerdo con un informe del alcalde municipal al gobernador Ipiña hecho en el 6 de enero de 1866, hubo un viento norte fuerte que causó daños severos a la población. El informe fue publicado en el periódico oficial El Constitucional en el 18 de enero y leía:

El dia 4 á la una de la mañana comenzó á sentirse en esta poblacion un norte bastante fuerte, y con el aumento que hacia el dia en su aparicion, lo hacia él tambien en su fuerza, llegando ésta á un estado espantoso é irresistible, permaneciendo así todo el dia y la noche: cayeron en este tiempo, como veinte casas inclusive la de la escuela y el convento que servia de cabildo, quedando enteramente arruinados los techos de teja de la iglesia y cabildo nuevo: ayer amaneció un poco calmado; pero al medio dia volció a arreciar, tanto, que votó otras casas y ha dejado todas las demas en una completa ruina: hoy ha amanecido enteramente calmado, pero sin embargo no deja de aparecerse por largos intervalos, aunque no recio: el número de las casas enteramente destruidas ese el de treinta y tres, quedando las otras casi inhabitables.
Florencio Orellana, secretario

En respuesta, la municipalidad pasó la escuela y los juzgados a la casa del secretario por haber sido menos afectado.
Por acuerdo ejecutivo del 12 de abril de 1864, ratificado por Decreto Legislativo del 18 de febrero de 1865, el municipio de Guaymango se segregó del distrito de Ahuachapán y del departamento de Santa Ana y se reincorporó en el distrito y departamento de Sonsonate.
En el informe del gobernador del departamento de Sonsonate, Antonio Ipiña, hecho en el 25 de diciembre de 1865, se hizo nota de que la municipalidad aún no había concluido su cabildo por lo que se le previno a la municipalidad terminantemente que lo acabase en el año de 1866 y se le ordenó además que hiciese una casa de paja para la escuela.
Por decreto ejecutivo del 26 de febrero de 1869, el pueblo de Guaymango se segregó del distrito y departamento de Sonsonate y se incorporó en el distrito de Ahuachapán. La anterior segregación fue solo en lo administrativo y electoral, no así en lo judicial, esto fue acordado por ley hasta el 31 de enero de 1870.  En 1890 tenía 2,350 habitantes.
Las haciendas de El Rosario y Metalío formaron parte de la jurisdicción del pueblo de Guaymango, pero por ley del 28 de abril de 1911 se segregaron de este y del departamento de Ahuachapán y se incorporaron en la jurisdicción del pueblo de Acajutla en el departamento de Sonsonate. La anterior disposición fue derogada por ley de 6 de mayo de 1913 y puesta nuevamente en vigencia por Decreto Legislativo del 19 de mayo de 1917.
En el 23 de diciembre de 1944, a propuesta del Gobernador de Ahuachapán, el poder ejecutivo acordó conferir el nombramiento de alcalde a don José Antonio Soto en lugar de don Alcides Castaneda.

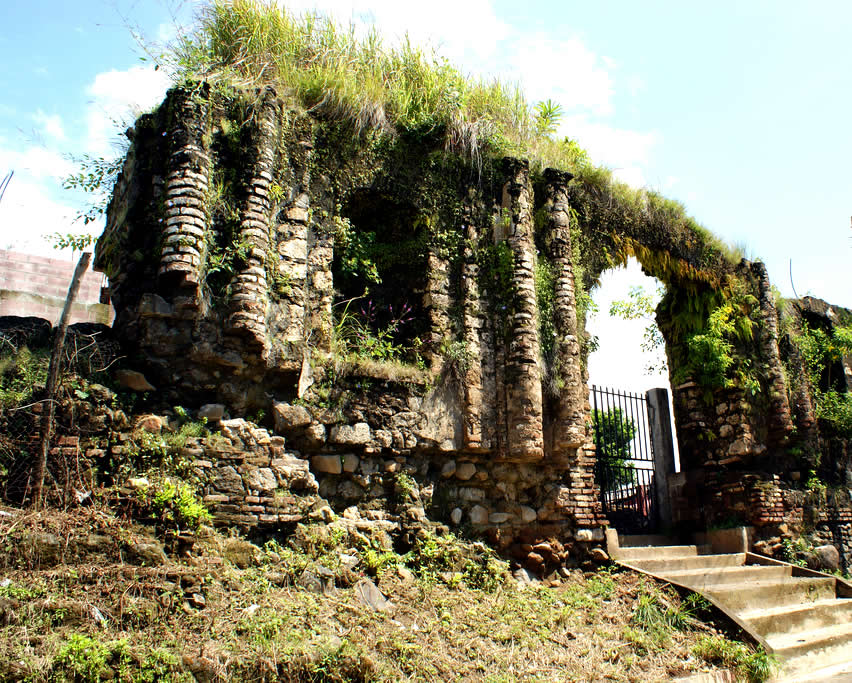
Atrio de la iglesia colonial de Guaymango

## Caracterización del Municipio
El municipio de Guaymango es uno de los doce municipios y se encuentra en la zona central del departamento de Ahuachapán, en la transición entre las montañas de la zona central del departamento y los cerros y llanos de la costa. Guaymango del departamento de Ahuachapán está situado en la parte sur del departamento, limita al norte con los municipios de Jujutla y Concepción de Ataco, al este con San Pedro Puxtla y Santo Domingo de Guzmán, al sur con Acajutla y al oeste con Jujutla. Tiene la categoría de pueblo, consta de 14 cantones, con sus caseríos o asentamientos humanos.
Está conectado con las ciudades de Ahuachapán y Sonsonate por carretera pavimentada manteniendo con este último una intensa actividad comercial, aunque en lo administrativo lo hace por jurisdicción con la cabecera departamental de Ahuachapán. El área del municipio es de 60.23 km. situado a 410 MSNM, su posición geográfica 13°44'58.93"N,  89°50'42.90"W, el clima es caluroso en la mayor parte norte que pertenece al tipo de tierra templada.
Su acceso es por carretera pavimentada que del litoral va hacia el norte de Ahuachapán. Hay servicio de buses que llegan a la entrada del pueblo, provenientes de Ataco o Acajutla. Tiene como cultivo principal los granos básicos y el café. Hay crianza de ganado, porcinos y aves de corral.
El casco urbano es pequeño y alargado, alrededor de la única calle pavimentada de la zona. Posee Alcaldía, Unidad de Salud, 19 escuelas, institutos, 7 iglesias, 1 Fundación (Visión Mundial) y 1 grupo de autoayuda.
Además tiene: 2 canchas deportivas, casa de la cultura, parques. Cuenta con los servicios básicos (agua, energía eléctrica, aguas negras, teléfono, Internet, correos, policía y juzgado de paz), no hay tren de aseo, ni agencias del sector agrícola

## Galería

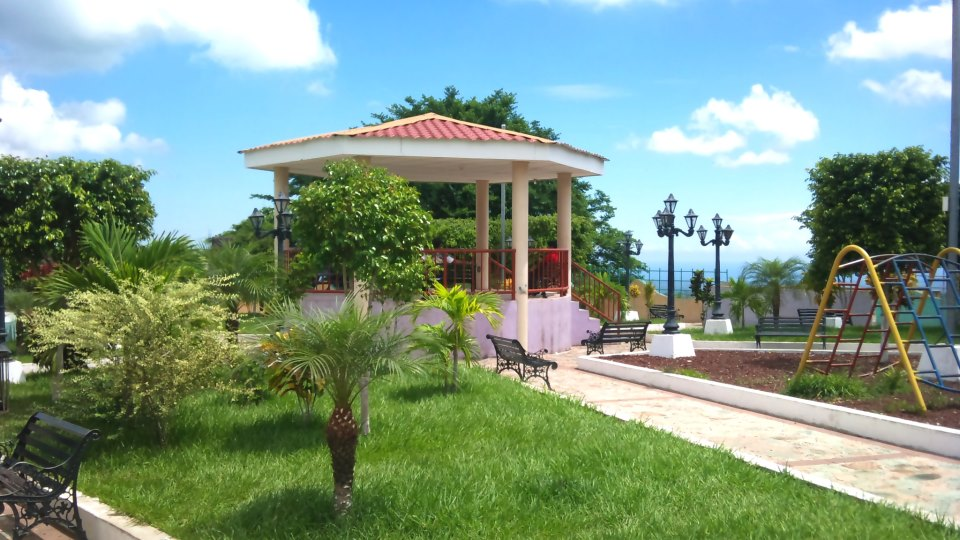
Parque Municipal de Guaymango
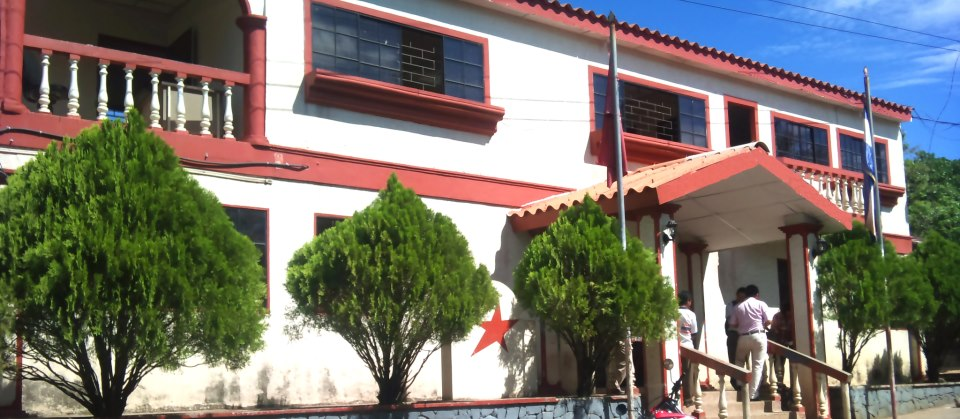
Alcaldía Municipal de Guaymango
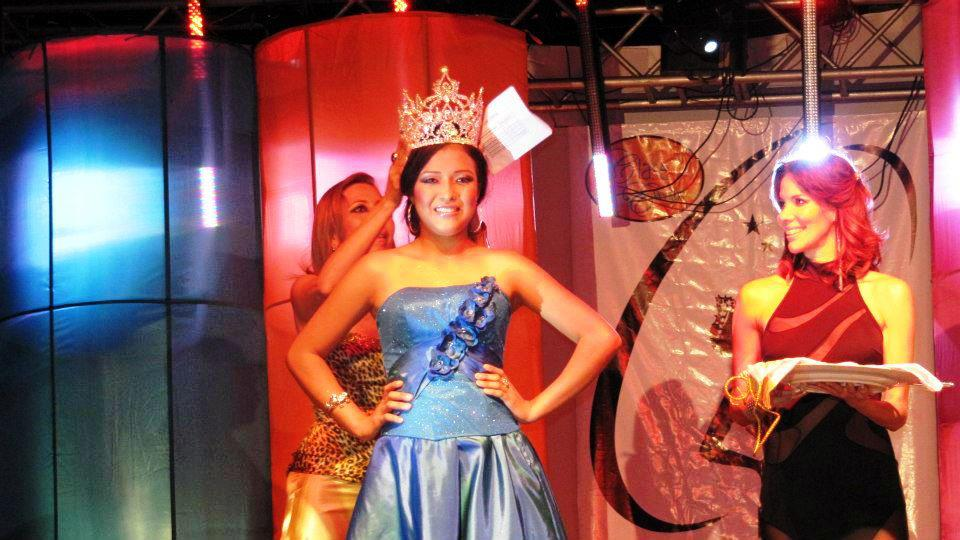
Reina de Las Fiestas Patronales Tradicionales 2012
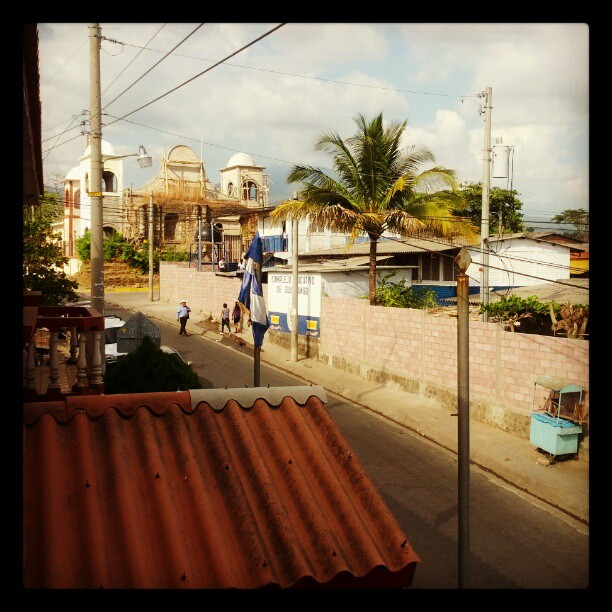
Una vista de la la Iglesia de Guaymango
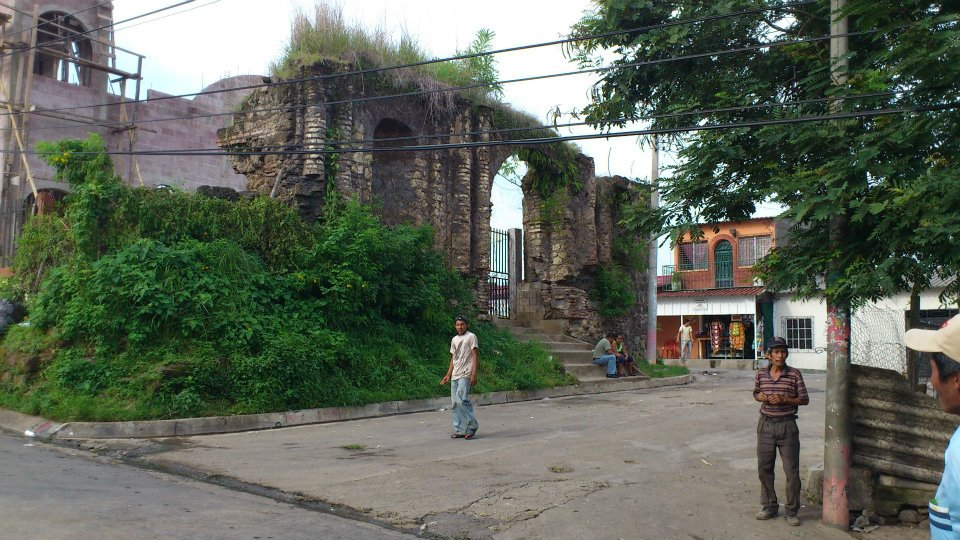
Atrio colonial de la Iglesia de Guaymango
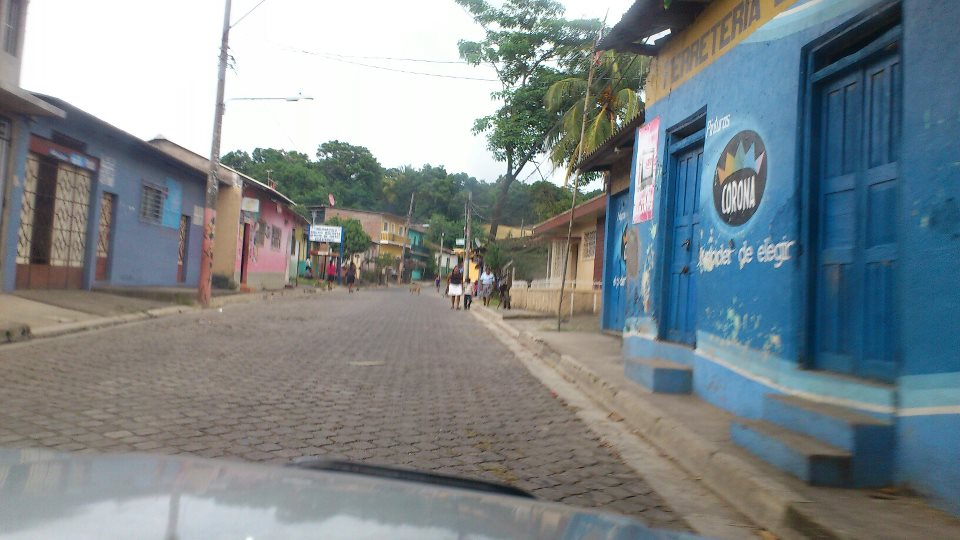
Calle principal de Guaymamango 1
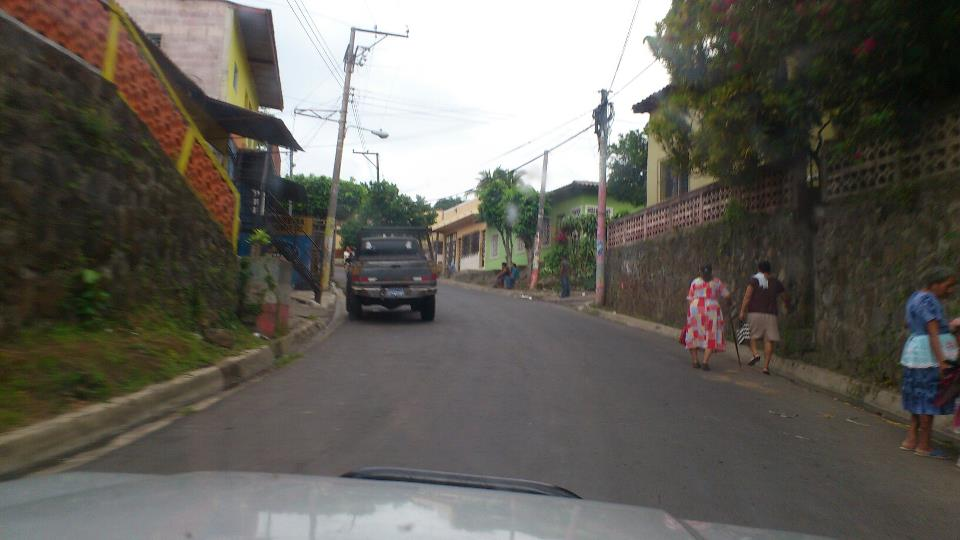
Calle principal de Guaymango 2
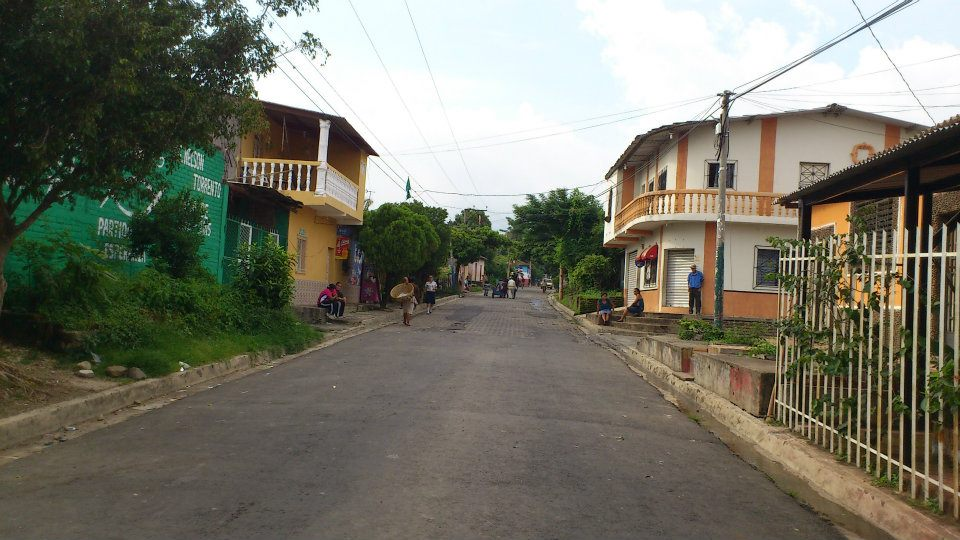
Calle principal de Guaymango 3

## Tradiciones y Costumbres
Por su origen prehispánico y su ubicación geográfica la población de Guaymango es rica en costumbres y tradiciones especialmente aquellas con connotación religiosa y que revelan el carácter espiritual de sus habitantes.
Algunas tradiciones habían desaparecido estructuralmente, pero aún convivían en la memoria de los pobladores y como Casa de la Cultura los basamos en eso para recuperarlas, ya que conforman parte de la cultura de Guaymango.
Fiestas patronales, en honor a San Andrés y otras en honor a San Simón Apóstol, en la tercera semana de noviembre.
La Semana Santa, el día de los Santos Inocentes, el día de los difuntos, la posada, el día de la cruz, carreras de cinta, el palo encebado, el nacimiento navideño, fiestas familiares (bodas, bautismo, fiesta rosa, etc) juegos tradicionales, el trompo, el yoyo, la piscucha, el capirucho.
La cocina tradicional, siembra tradicional, medicina tradicional, celebración del día de la Madre, Padre y el niño, el baile de los viejos para Navidad, sacar pastorelas.

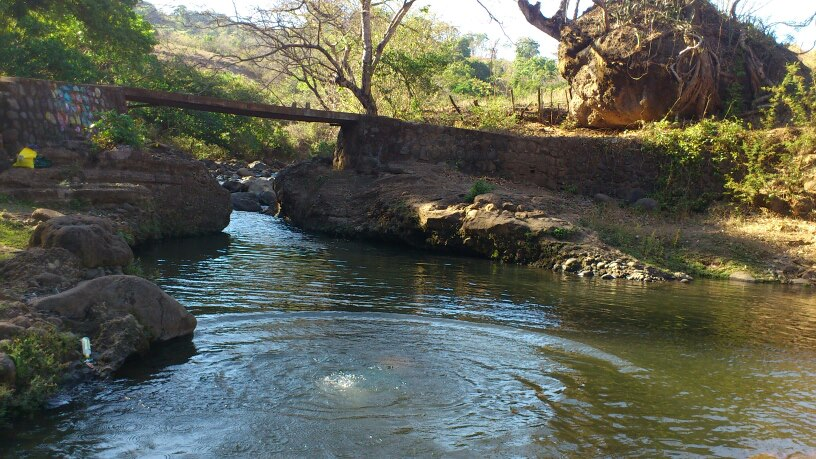
Posa santa Cruz

Entre los lugares turísticos encontramos:
- Las Ruinas de las caritas
- La cueva del Reloj
- La cueva del Diablo
- La posa de Santa Cruz
- El atrio de nuestra iglesia colonial
- Las cascadas del Río Copinula

## Arte y Oficio
Floristería, labrado en madera, tejidos artesanales, hojalatería, piñateria, etc. Entre otras artesanías se encuentra la elaboración de productos de palma, como escobas, sombreros o dibujos decorativos

## Actividad Económica
Dentro de los recursos económicos resaltamos la ganadería poco explotada, la agroindustria por la pesca y los ríos, la agricultura es la más importante ya que se cultivan cereales, frijol, café, etc. Cuyo patrimonio básico familiar es el cultivo de maíz, frijol y maicillo.
Guaymango reúne el perfil de un municipio con base económica esencialmente agropecuaria. En este sector se genera la principal fuente de empleo e ingresos de la población. En términos proporcionales, al menos tres de cada cinco pobladores, en edad de trabajar, estaban ocupados en actividades de transformación vinculadas al agro. Del gran total de quienes laboran en el sector, 2,984 eran hombres y apenas 161 mujeres. Esta desequilibrada composición revelaría la implícita división de labores por sexo al interior de los núcleos familiares, o en el peor de los mundos, una discriminación abierta hacia la mujer en la contratación de mano de obra. El porcentaje de ocupación agropecuaria en el municipio reitera el predominio del mundo de lo rural en el territorio, y, por añadidura, de la explotación de los recursos naturales como base en torno a la cual se articulan los procesos de producción y los mercados.
En el municipio hay una producción agrícola de subsistencia, practicada para asegurar, en principio, la dieta básica del grupo familiar, y, por añadidura, para vender el excedente en el mercado. En Guaymango reina, para los granos básicos, el asocio del maíz con el maicillo o con el frijol, según la época del año. En el uso de tecnología, los productores disponen de semilla de maíz HB 83 y maicillo chapín para sembrar. Se acostumbra aplicar fertilizantes y plaguicidas químicos en mínimas cantidades para el control de plagas y enfermedades, malezas.
En el sector comercio se muestra un claro predominio del género femenino en el desempeño de actividades de compraventa de mercaderías y de prestación de servicios relacionados con comedores, cafés y otros establecimientos que expenden comidas y bebidas.

## Cantones

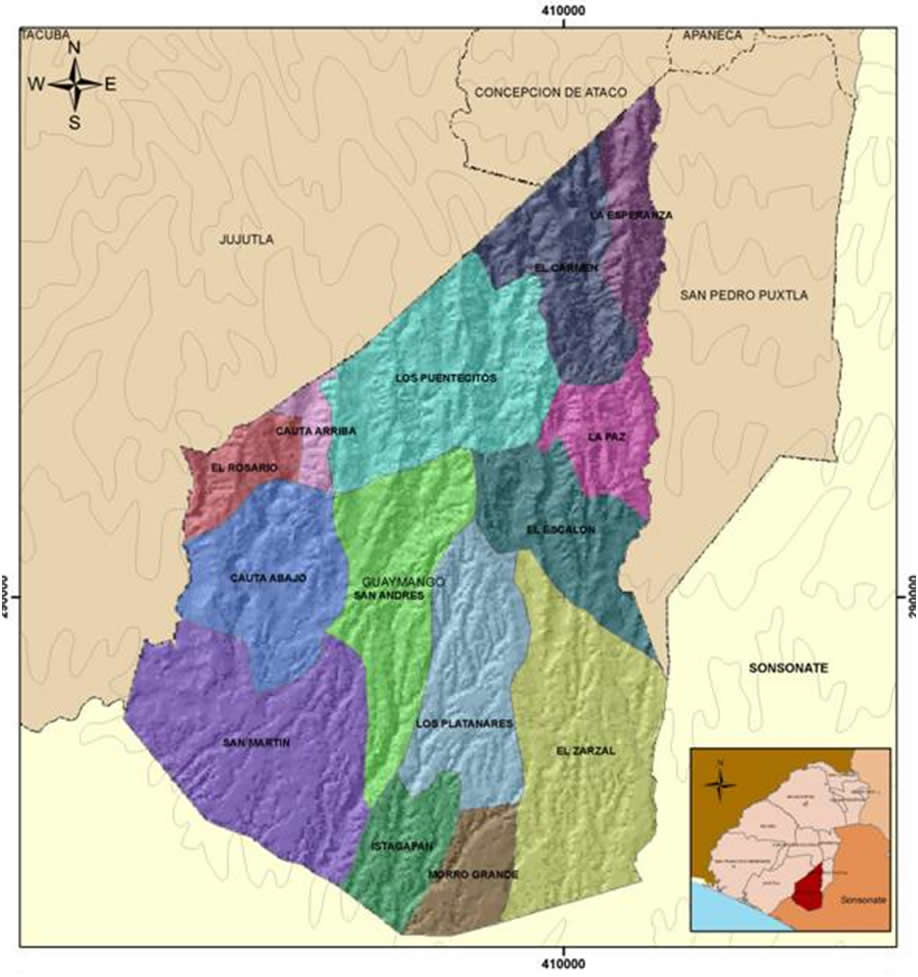
División Territorial del Municipio de Guaymango

Para su administración el municipio se divide en 14 cantones, los cuales son:
1. Cauta Abajo
2. Cauta Arriba
3. El Carmen
4. El Escalón
5. El Rosario
6. El Zarzal
7. Istagapán
8. La Esperanza
9. La Paz
10. Los Platanares
11. Los Puentecitos
12. Morro Grande
13. San Andrés
14. San Martín (Guaymango)

## Barrios
1. EL Calvario
2. El Centro
3. San Andrés
4. Santa Cruz

## Hidrografía del Municipio

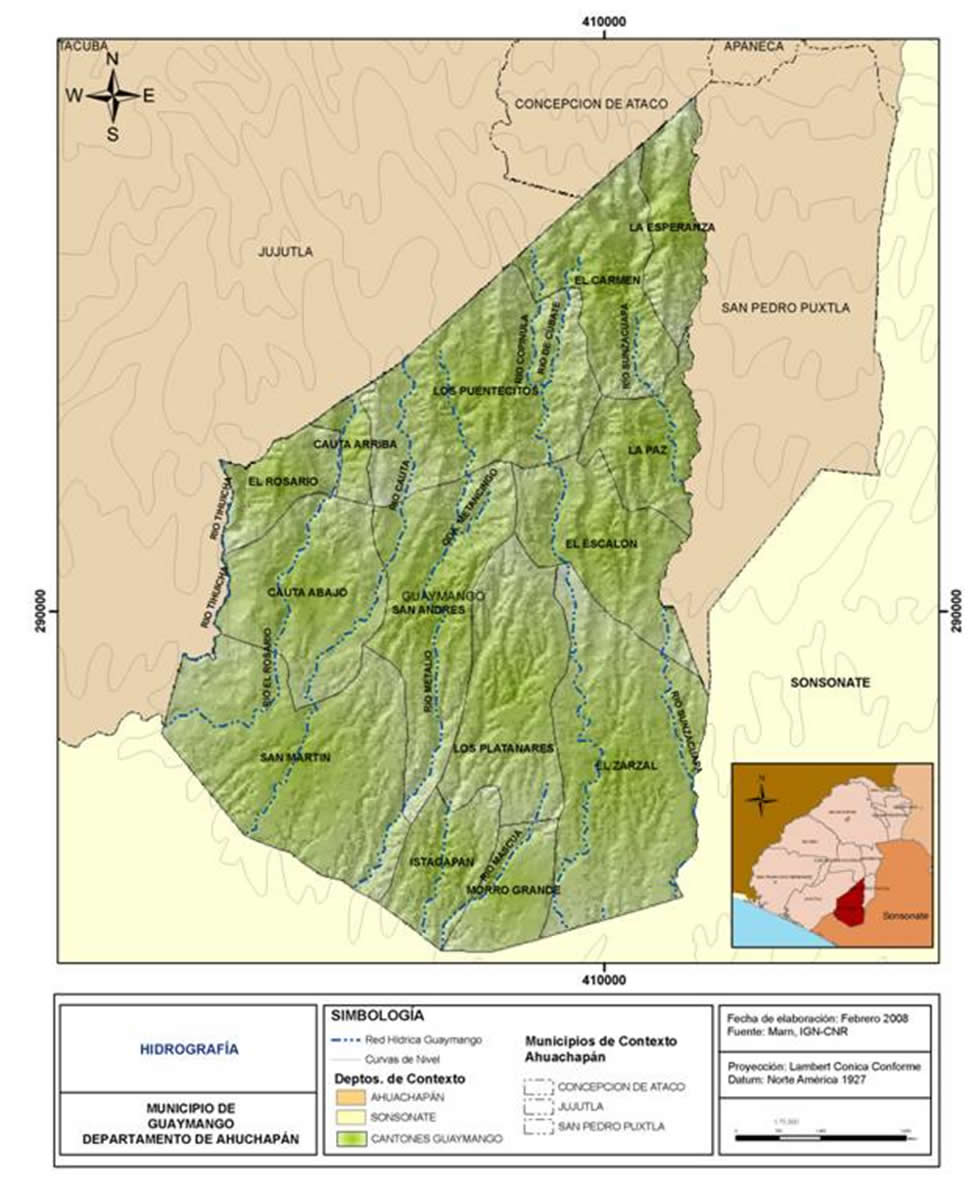
Hidrografía del Municipio de Guaymango

Su red hidrográfica está conformada por los ríos principales: El Rosario, que recorre 7.8 km. Dentro del municipio. Copinula, con 14.5 km. Dentro del municipio pasando por el pueblo de Guaymango, El Sunzacuapa recorre 15.2 km. Todos los ríos son importantes por su longitud, los cuales tienen un recorrido de norte a sur, nacen y desembocan fuera del municipio, es decir que en su trayectoria lo atraviesan completamente.
- Río Tihuicha

Recorre 4 km Dentro del municipio de norte a sur y desemboca en el Río el Rosario.
- Río El Rosario

Recorre 7.8 km. Dentro del municipio de norte a sur, el caudal medio durante la época seca es de 210 l/s/km².
- Río Cauta

El 11.3 % en la subcuenca de este río es compartida al norte con el municipio de Jujutla y al sur con el municipio de Acajutla.
- Río Metalío

El 25% de la subcuenca de este río es compartida al norte con el municipio de Jujutla y al sur con el municipio de Acajutla.
- Río Moscua

El 7.4 % de la subcuenca de este río es compartida al sur con el municipio de Acajutla.
- Río Sunzacuapa

Recorre 15.2 km. De Norte a sur dentro del municipio.
- Río Tepetayo

Recorre 7.2 km. De norte a sur dentro del municipio, desemboca en el Río Sunzacuapa.
- Río Copinula

Recorre 14.5 km. Dentro del municipio de norte a sur hasta salir del municipio

## Uso actual del Suelo

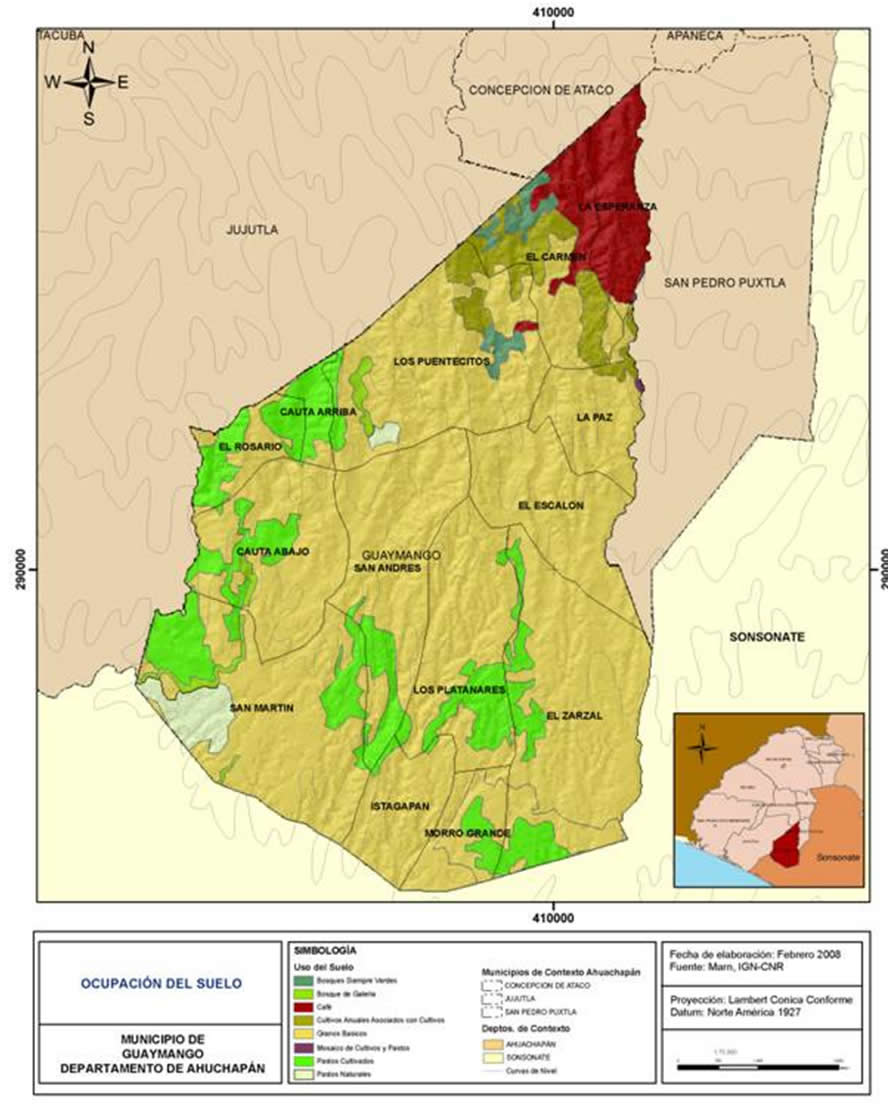
Uso actual del suelo de Guaymango

La tierra, igual que otro recurso de naturaleza económica, aparte de ser escasa, tiene múltiples usos posibles, pero también excluyentes. Esto significa, en esencia, que si se destina para desempeñar una actividad específica en un momento determinado, automáticamente se vuelve imposible utilizarla al mismo a tiempo para otra función.
La distribución de su uso, por ende, refleja no solo las decisiones por una colectividad en el presente o pasado para satisfacer sus necesidades, sino también deja entrever como estas opciones condicionaran la calidad de vida de las futuras generaciones.
Para la superficie del municipio de Guaymango, se determinó el siguiente estado de cosas, en orden de importancia:
- Las parcelas dedicadas al cultivo anual o bianual de productos limpios, como son los granos básicos (maíz, maicillo y frijol) ocupan el 69.34% del terreno disponible.
- Las parcelas de pastos cultivados o naturales, utilizadas como potreros para la alimentación del ganado, representan al menos una de cada seis hectáreas del municipio, el 16.32%.
- La superficie restante comprende parcelas con cultivo permanente de café, el 5.02% del territorio municipal, bosques de galería, situados a orillas de ríos y quebradas, con 4.78% del territorio; el 3.58% del suelo es ocupado por los cultivos anuales asociados a cultivos permanentes.

## Conectividad Vial del Municipio
Guaymango hasta el año 2001, se mantuvo relativamente desarticulado de los circuitos regionales de transporte de mercancías y pasajeros por carretera. La vía de conexión con las cabeceras departamentales de Ahuachapán y Sonsonate, principales plaza de intercambio comercial de bienes y servicios, más próximas al municipio, tenía superficie de rodamiento de balasto, por lo cual requería de constante mantenimiento para ser transitada en invierno y en verano. 

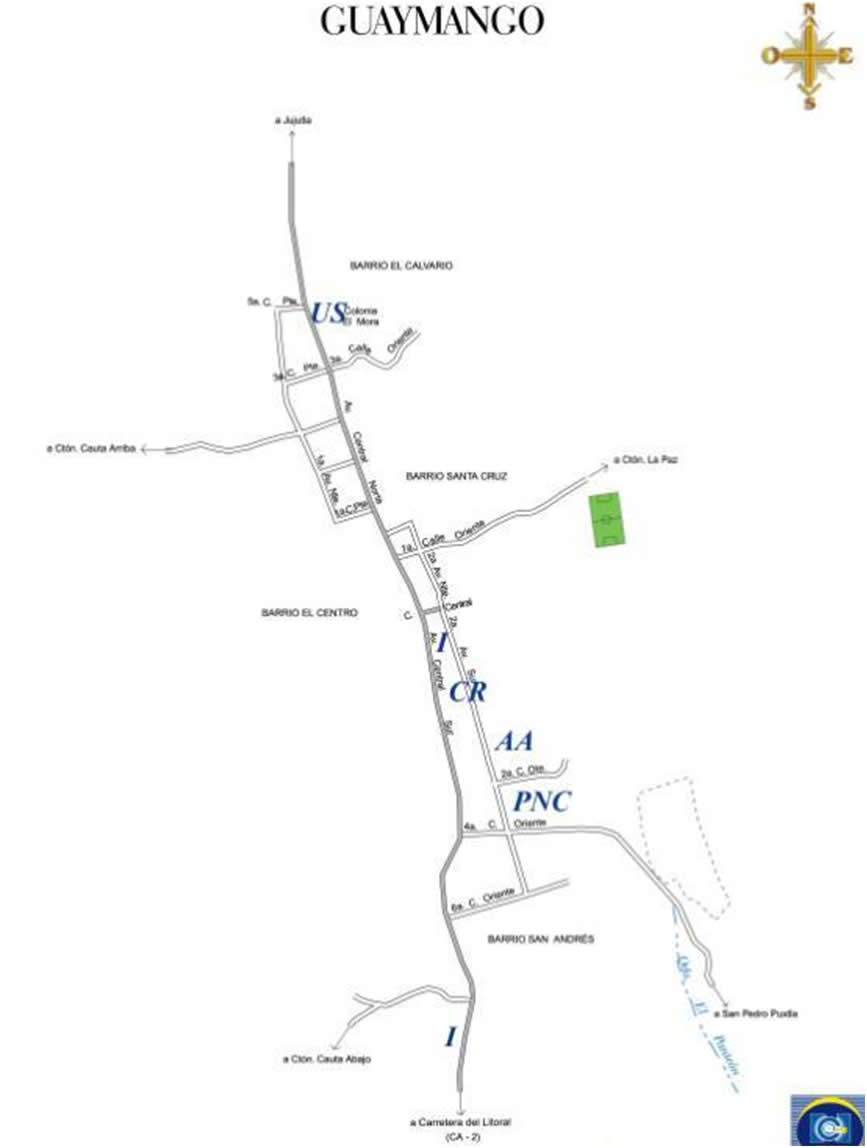
Conectividad Vial del Municipio de Guaymango

En el 2001 fueron pavimentados los 32 km. De calle que unen el centro con el sur del departamento, desde el desvío El Rosario, en Ataco, hasta el cantón El Sunza, en Guaymango. Gracias a ello hoy en día se goza de acceso eficiente a la carretera CA-2, o litoral, la cual conecta los extremos occidental y oriental del país, desde la frontera de La Hachadura, con Guatemala y de El Amatillo con Honduras.
La articulación vial “hacia adentro” del municipio, es decir la red de calles y caminos vecinales que comunican cantones y caseríos, presenta deficiencias en su dotación. La gran mayoría de vías terrestres están compuestas por las categorías de camino transitable en verano y de camino de huella.
En este contexto no es extraño encontrase con obras de empedrado, fraguado, apertura, ampliación, balastado o mantenimiento de calles, como las identificadas y priorizadas por los representantes de los catorce cantones dentro de la cartera de proyectos de infraestructura vial, los cuales se vena anexados en este Plan Estratégico Participativo.
Si bien es cierto que los presupuestos municipales en El Salvador privilegian la inversión de sus escasos recursos en calles y caminos vecinales, cabe señalar que disponer de vías transitables de acceso constituye una condición necesaria, pero no suficiente, para catalizar un proceso sostenido de desarrollo en una región. Al tomar como base los resultados de evaluaciones sobre el tema se pone entredicho la feliz suposición de que la conectividad vial es un factor detonante de una transformación productiva.
La disponibilidad de caminos rompe el aislamiento físico, dentro de un territorio, entre proveedores y clientes, entre oferentes y demandantes, entre vendedores y compradores de bienes o servicios. Se vuelve, a la vez un incentivo, para que la inversión privada se ubique en un sitio particular, cree nuevas empresas y ponga en marcha centros productivos.

## Gobierno Municipal
La Alcaldía Municipal de Guaymango es actualmente dirigida por el alcalde Hugo Torrento del partido Nuevas Ideas.